# Ragheed Ganni
Ragheed Aziz Ganni (Mosul, 20 gennaio 1972 – Mosul, 3 giugno 2007) è stato un presbitero iracheno assassinato in Iraq da un commando terrorista.

## Biografia
Nato da una famiglia cristiana appartenente alla Chiesa cattolica caldea, Ganni studiò all'università di Mosul, dove conseguì la laurea in ingegneria civile nel 1993. Maturata la vocazione religiosa, dopo avere svolto il servizio militare obbligatorio durante il regime di Saddam Hussein Ganni entrò in seminario in Iraq. Nel 1996 il suo vescovo lo mandò a Roma a studiare teologia alla Pontificia università "San Tommaso d'Aquino". Durante il periodo di studi alloggiò al Pontificio collegio irlandese, dove approfondì lo studio delle lingue e imparò a parlare fluentemente l'inglese, il francese e l'italiano. Nel 2001 fu ordinato prete secondo il rito caldeo, ma rimase ancora a Roma per completare i suoi studi. Nel 2003 conseguì la licenza in teologia ecumenica e chiese di fare ritorno in Iraq, dove cominciò a esercitare il suo ministero a Mosul. Ganni partecipò alla ricostruzione morale e spirituale della popolazione dopo il conflitto che aveva messo fine al regime di Saddam Hussein e si prodigò a favore delle famiglie più provate dalla guerra. Dal 2004, come altri sacerdoti, cominciò a subire minacce da parte di estremisti vicini ad Al-Qaida in Iraq. La situazione si deteriorò nel 2007, quando le minacce ai preti della diocesi di Mosul si intensificarono. Il 27 maggio 2007, in occasione della domenica di Pentecoste, nella chiesa di padre Ganni esplose una bomba. La domenica successiva, il 3 giugno, padre Ganni e tre diaconi che erano con lui furono rapiti da uomini armati, mentre uscivano dalla chiesa dopo la messa. Alcuni testimoni hanno riferito che il capo del commando chiese a Ganni perché non aveva chiuso la chiesa come gli aveva ordinato di fare e il sacerdote rispose che non poteva chiudere la casa di Dio. Il prete e dei diaconi furono uccisi e i loro corpi vennero ritrovati dentro un'auto. I funerali di Ganni e dei tre diaconi furono celebrati da monsignor Emmanuel III Delly, patriarca di Babilonia dei Caldei.

## Causa di beatificazione
Ganni fu subito considerato un martire dalla comunità cattolica irachena. Nel 2016 il nuovo patriarca Louis Raphaël I Sako ha proposto l'inizio del processo di beatificazione per padre Ganni e altri martiri iracheni. Nel 2018 la Santa Sede ha autorizzato l'apertura della fase diocesana del processo di beatificazione per padre Ganni e i tre diaconi uccisi. A causa dell'instabilità in cui si trova la diocesi di Mosul, il processo è stato assegnato alla diocesi caldea di Detroit. In seguito all'apertura del processo di beatificazione, Ganni è stato dichiarato servo di Dio.
La stola appartenuta a padre Ragheed è stata donata a papa Benedetto XVI. Il Pontificio Collegio Irlandese custodisce altre reliquie: una stola usata durante il servizio pastorale a Mosul e il breviario che padre Ragheed utilizzava da seminarista quando studiava allo stesso collegio.